# Нобліни
Нобліни (пол. Nobliny) — село в Польщі, у гміні Борне-Суліново Щецинецького повіту Західнопоморського воєводства.
Населення — 94 особи (2011).

## Демографія
Демографічна структура станом на 31 березня 2011 року:
|          | Загалом | Допрацездатний вік | Працездатний вік | Постпрацездатний вік |
| -------- | ------- | ------------------ | ---------------- | -------------------- |
| Чоловіки | 49      | 18                 | 28               | 3                    |
| Жінки    | 45      | 10                 | 27               | 8                    |
| Разом    | 94      | 28                 | 55               | 11                   |